# رمي الفطيرة

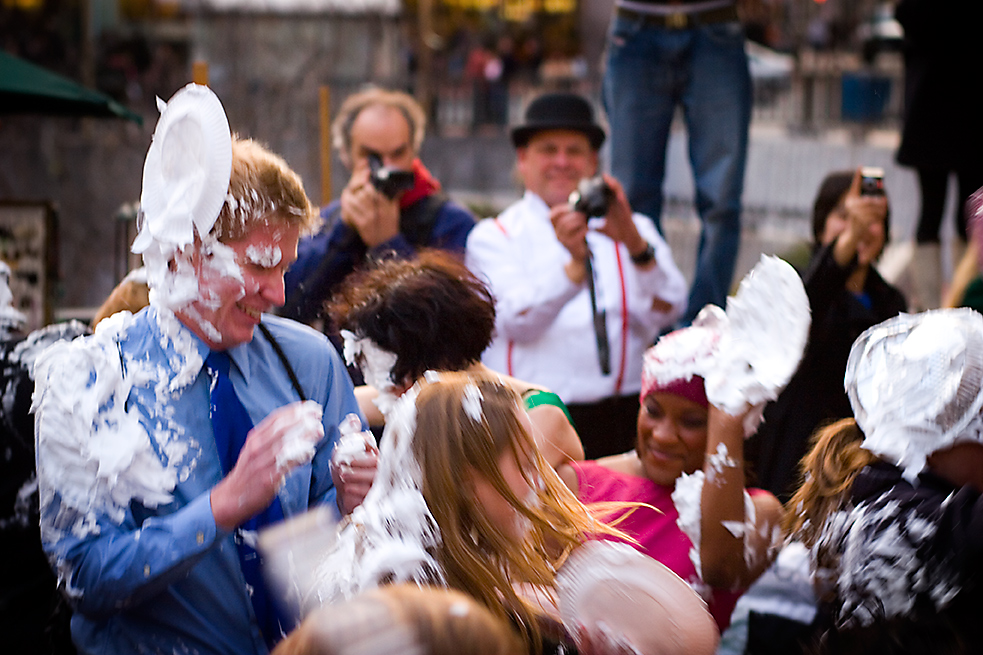
معركة إلقاء الفطائر في سان فرانسيسكو

رمي فطيرة على شخص أو كجموعة أشخاص يمكن أن يحدث أثناء انعقاد حدث سياسي عندما يكون الهدف شخصية تملك سلطة سياسية أو شهرة، كوسيلة من وسائل الاحتجاج ضد المعتقدات السياسية، أو ضد الغطرسة أو الغرور. الجناة (من قام بالفعل) يعتبرون الفعل عموما شكلا من أشكال السخرية لإحراج وإذلال الضحية (الهدف). في الولايات المتحدة يعتبر إلقاء الفطيرة على أحدهم جنحة وليس جناية.